# Alexandra Meixner
Alexandra Meixner (* 4. Juli 1971) ist eine österreichische Ultra-Triathletin, Ärztin, Psychotherapeutin, Sexualtherapeutin, Autorin und Kabarettistin. Sie ist Weltrekordhalterin in der Disziplin Deca Ultratriathlon.

## Werdegang
Meixner absolvierte ein Medizinstudium. Nach ihrem Turnusdienst am Krankenhaus in Gmünd wandte sie sich der Gynäkologie zu. Vor der Eröffnung ihrer eigenen Praxis absolvierte sie als Ärztin beim österreichischen Bundesheer ein Jahr im UN-Auslandsdienst auf den Golanhöhen.

### Race Across America
2017 nahm sie als erste Österreicherin am Race Across America teil und kam in 12 Tagen, 4 Stunden und 35 Minuten als zweite von zwei Teilnehmerinnen ins Ziel.
Bei der neuerlichen Teilnahme 2019 wurde Meixner nach 12 Tagen, 5 Stunden und 41 Minuten Gesamtdritte.

### 1-Monats-Fahrt
Meixner versucht ab 17. August 2021 (00.00 Uhr) bis 16. September 2021 (24.00 Uhr) den „Highest Monthly Milage Record“ – für Frauen – der World Ultracycling Association (WUCA) zu erreichen. Rekordhalterin seit 2017 ist Amanda Coker, USA mit 12.895 km, was 31 Tagen mit je etwa 416 km Strecke (oder 30 Mal etwa 430 km) entspricht. Meixner stehen 31 Tage zur Verfügung, möchte täglich zwischen 3 und 5 Uhr früh starten und solange fahren, bis sie 440 km erreicht hat. Dazu fährt sie einen 12 km langen Kurs zwischen Hollenburg und Traismauer auf der Radroute Donauradweg in NÖ etwa 38 Mal. Windschattenfahren ist auf der gesamten Strecke erlaubt, Coker hatte zeitweise einen Pulk vor sich. Meixner hat Menschen, die 30–35 km/h Tempo stemmen, aufgerufen sie mittels Windschattens zu unterstützen. Für diese Unterstützer wurde ein Online-Kalender zur Anmeldung eingerichtet. Sie selbst erwartet sich 30 % Kraft durch Windschattenfahren einsparen zu können, möchte jedoch von den Anmeldungen nicht informiert werden, um nicht zu taktieren. Gespräche schließt sie aus, um nicht vom Pedalieren abgelenkt zu werden. Sie legte schließlich 13.333 km in 30 Tagen und damit 444,44 km täglich zurück und stellte einen neuen Weltrekord auf.

### Weltrekorde
Double Deca one per day (20-facher Ironman) in 279:37:48 Stunden (Buchs 2016), Quintuple Ultra (fünffach) in 84:44:29 Stunden (Buchs 2018), Race Across Australia (3966 km in neun Tagen, zwölf Stunden und 33 Minuten, 2019), 13.333 km mit dem Rad in 30 Tagen und 3953,42 km in einer Woche. Sie war 2017 Weltrekordhalterin im Deca Ultratriathlon.

## Persönliches
Alexandra Meixner lebt mit ihrer Familie in St. Martin (Niederösterreich) und betreibt eine sportmedizinische und gynäkologische Praxis als Wahlärztin.